# El resplandor (novela)
El resplandor (título original The Shining) es la tercera novela de terror del escritor estadounidense Stephen King, publicada en 1977. El título se inspiró en la canción de John Lennon Instant Karma!, que contiene la línea «We all shine on...» (Todos brillamos en...). King quiso en un principio ponerle el título The Shine, pero lo cambió cuando se dio cuenta de que shine era un título muy despectivo para las personas negras. Fue su primer superventas en tapa dura, lo que lo posicionó como un preeminente escritor del género de horror.
Stephen King se basó en el cuento La máscara de la Muerte Roja de Edgar Allan Poe. En varias partes del libro se hace alusión a esta: «...y la muerte roja cayó sobre todos ellos...». Además ha dicho que el libro explora el tema del alcoholismo y la relación de padres e hijos.
La novela fue adaptada como película y dirigida por Stanley Kubrick, estrenándose en 1980. Posteriormente se realizó una miniserie de televisión en 1997.
El libro está dedicado a Joe Hill, el hijo de King, dándolo al pie del epitafio: «Para Joe Hill King, que esplende».
De todo el universo de King, esta novela, junto a Carrie, Cementerio de animales, It y Misery, son entre las más conocidas por la cultura popular, principalmente debido a sus adaptaciones cinematográficas. 
En septiembre de 2013 King publicó una secuela de esta novela titulada Doctor Sueño.

## Resumen
Al escritor Jack Torrance le es ofrecido un empleo como cuidador del hotel Overlook durante el invierno junto a su familia. Este trabajo parece ser una oportunidad perfecta para demostrar que está totalmente curado de su alcoholismo. El hotel está situado en lo alto de las montañas de Colorado y el pueblo más cercano es Sidewinder, aproximadamente a 65 kilómetros del lugar. Los caminos son intransitables por el invierno, por lo que el lugar permanece cerrado ya que está prácticamente aislado del mundo, especialmente durante las fuertes tormentas.
A pesar de todos los inconvenientes del trabajo, los problemas económicos y personales de la familia de Jack le obligan a aceptarlo, sin saber nada de los terribles acontecimientos ocurridos en el hotel Overlook en el pasado hasta el mismo día de la entrevista. Poco a poco, va descubriendo los más terribles espíritus, que ofrecen a los visitantes un número de apariciones de escenas terribles y escalofriantes. Al comienzo, Dick Hallorann, cocinero del hotel, dice que «son como las láminas de un libro», pero poco a poco van cobrando fuerza hasta que tienen el poder de descuartizar.
Poco después que la familia llega al hotel, Danny Torrance y Dick hablan en privado. Dick le informa a Danny que comparte su habilidad (aunque a un grado menor). La abuela de Dick lo llamaba «resplandor». Dick le advierte a Danny evitar la habitación 217 y le asegura que las cosas que pueda ver son simplemente imágenes que no lo pueden lastimar. La conversación termina con Dick diciéndole a Danny, «si hay problemas... me avisas».
El hotel resulta tener personalidad propia y actúa de forma psíquica: manipula a los vivos y muertos para sus propios propósitos; magnificando los poderes psíquicos de cualquiera que reside allí haciéndole ver horribles escenas del pasado del hotel. Danny tiene premoniciones del peligro que supone quedarse en el hotel con su familia y comienza a ver fantasmas y visiones horripilantes del pasado del hotel, pero se dice a sí mismo que no pueden hacerle daño, que «son como las láminas de un libro» (tal y como le dijo Dick). Aunque Danny es cercano a su padre, no le cuenta sobre sus visiones porque él presiente que el trabajo de Jack es más importante para el futuro de la familia.
El hotel tiene dificultades para poseer a Danny debido a sus intensas habilidades, así que comienza a poseer a Jack, frustrando su necesidad y sus ganas de trabajar. Jack se vuelve inestable y los fantasmas siniestros del hotel comienzan gradualmente a poseerlo. Tras una serie de acciones por parte de Jack, consigue poseerlo por completo. El hotel pretende usar a Jack para matar a Wendy y Danny para absorber las habilidades del pequeño. Wendy y Danny tratan de que Jack se recupere, encerrándolo en una despensa, pero el fantasma de Delbert Grady –un cuidador que descuartizó a su familia y luego se suicidó– lo libera de allí. Wendy descubre que están completamente sin ayuda en el Hotel Overlook, ya que Jack había saboteado la moto de nieve y los cables de telecomunicaciones. Ella y Jack pelean y él la golpea con un mazo de croquet, le rompe tres costillas, la rótula y le destroza una de sus vértebras. Wendy apuñala a Jack en la parte posterior de la espalda con un largo cuchillo y se arrastra lejos, encerrándose en el baño mientras Jack la persigue.
Danny llama a Dick Hallorann del hotel usando el resplandor y Dick viaja al hotel para investigar. Jack deja a Wendy en el baño e intenta matar a Hallorann, golpeando su mandíbula y causándole una contusión con el mazo, luego persigue a Danny, quien lo encara diciendo, «No eres mi papá», (mientras el hotel había tomado completamente el cuerpo de Jack) y que la única forma que el hotel hubiera tomado a su padre era a través del alcohol; Jack toma el control de sí mismo y le dice a Danny, «¡Huye! ¡Rápido! ¡Y recuerda lo mucho que te quiero!». 
El hotel rápidamente retoma el control de su cuerpo y al recordar que Jack ha olvidado aliviar la presión de la inestable caldera del hotel. Mientras Danny, Wendy y Hallorann huyen, la criatura del hotel corre al sótano en un intento de desahogar la presión, pero ya es demasiado tarde. La caldera explota, matando a Jack y destruyendo el Overlook. Luchando contra un último intento del hotel de poseerlo, Hallorann guía a Danny y Wendy a un lugar seguro.
El epílogo del libro está ambientado durante el próximo verano. Hallorann, que ha aceptado un trabajo de chef en un resort en Maine, consuela a Danny por la pérdida de su padre mientras Wendy se recupera de las heridas que Jack le infligió.

## Personajes
- Danny Torrance: Daniel "Danny" Anthony Torrance es el hijo de Jack y Wendy. Tiene el Resplandor, que le permite detectar espíritus y así se convierte en un objetivo del Hotel. También le permite ver el pasado y el futuro a través de su guía, Tony.

Asimismo Danny Torrance es el protagonista de "Doctor Sueño", continuación del Resplandor.
- Jack Torrance: John "Jack" Daniel Torrance es un alcohólico recuperado y escritor al principio de su carrera que perdió su trabajo en la enseñanza por golpear a un estudiante por desinflar las llantas de su coche y que en una ocasión golpeó a su hijo pequeño, lo que le supuso grandes amenazas de la madre de divorciarse y, asimismo, no poco remordimiento. Lleva a su familia a un Hotel, pero es conducido por el hotel, por el bloqueo del escritor y por los espíritus a beber. Jack se enoja y quiere matar a Wendy, Danny y Dick Hallorann con un mazo de roque. Representa en la realidad al propio escritor Stephen King, quien en esos momentos se encontraba casado y con hijos y sentía la necesidad de recurrir al alcohol y a las drogas para poder inspirarse. El alcohol, dentro del hotel, y la nieve, fuera, lo aíslan.

- Wendy Torrance: Winnifred "Wendy" Torrance es la esposa de Jack y la madre de Danny. Es una mujer fuerte, ella permaneció al lado de Jack en su alcoholismo y la lucha en el Hotel, pero se obliga a luchar por su hijo y por ella cuando Jack es obligado a beber y es poseído por el hotel.

- Dick Hallorann: Richard Dick Hallorann es el chef del Hotel Overlook y comparte el resplandor con Danny. Dick es llamado telepáticamente por Danny al hotel, y casi es asesinado por Jack con el mazo de roque. Al final de la novela, Dick ayuda a Danny y Wendy a escapar.

Dick Hallorann tiene una breve aparición en (It) otra de las obras de Stephen King
- Tony: Tony (su nombre fue sacado del segundo nombre de Danny, Anthony), al comienzo es un amigo imaginario, luego es miedo, y finalmente una fuente de poder.

## Contexto
Después de escribir Carrie y El misterio de Salem's Lot, los cuales mostraban pueblos pequeños del estado de Maine, King buscaba un cambio de ritmo para su próximo libro. «Yo quería pasar un año fuera de Maine para que mi próxima novela tuviera un tipo diferente de fondo». King abrió un atlas de los Estados Unidos en la mesa de la cocina y buscó al azar un lugar, que resultó ser Boulder, Colorado. Por lo tanto, a principios de 1974, King empacó junto con su esposa, Tabitha, y sus dos hijos, Naomi y Joe, y se trasladó al otro lado del país, al estado de Colorado.
Cerca de Halloween, Tabitha decidió que los dos Kings adultos necesitaban unas mini-vacaciones y en la búsqueda de lugares, decidieron probar un hotel adyacente a Estes Park, Colorado (a los pies Parque nacional Rocky Mountain) llamado Hotel Stanley. El 30 de octubre de 1974, Stephen y Tabitha se registraron en el Stanley. Casi no lo lograron, ya que el hotel estaba cerrando por la temporada baja y ya se habían ido casi todos. Ellos fueron los únicos huéspedes en el hotel esa noche. "Cuando llegamos, estaban a punto de cerrar por la temporada, y así nos encontramos como los únicos huéspedes del hotel - con todos esos largos y vacíos pasillos...". Se registraron en la habitación 217.
Diez años antes, King había leído The Veldt de Ray Bradbury y eso lo inspiró para, algún día, escribir una historia sobre una persona cuyos sueños se hacen realidad. En 1972 King empezó una novela titulada Darkshine, que trataba sobre un niño psíquico en un divertido parque psíquico, pero la idea no funcionó y King abandonó el libro. Y durante la noche en el Stanley, la historia le volvió a la cabeza. En ese hotel, por cierto, se han documentado algunos fenómenos paranormales, aunque el matrimonio no llegó a percibir ninguno.
La misma noche de su llegada, Tabitha y Stephen cenaron en el Gran Comedor, totalmente solos. Se les ofreció una opción para la cena, la única comida disponible aún. Se escuchaba en la habitación música orquestal grabada y la suya era la única mesa puesta para cenar. «Con excepción de nuestra mesa todos las sillas estaban encima de las mesas. Mientras, la música hacia eco en el pasillo, y fue como si Dios me hubiese puesto allí para escuchar y ver esas cosas. Y cuando me fui a la cama esa noche, tuve el libro en mi mente».
Después de la cena, Tabitha decidió irse a dormir, pero Stephen decidió tomar un paseo por el vacío hotel; terminó en el bar, donde fue servido por un barman llamado Grady. «Esa noche soñé que mi hijo de tres años corría por los pasillos, mirando hacia atrás sobre su hombro, con los ojos dilatados, gritando. Estaba siendo perseguido por una manguera de incendio. Me desperté con un tremendo espasmo, transpirado entero, a una pulgada de caerme de la cama. Me levanté, encendí un cigarrillo, me senté en una silla mirando por la ventana a las Rocosas, y para el momento en que el cigarrillo se había deshecho, tuve el armazón del libro firmemente establecido en mi mente».
Originalmente concebida como una pieza dramática en cinco actos, la historia evolucionó a una novela de cinco partes que incorporaba gran parte de los demonios y obsesiones personales de King. «Tuve la posibilidad de verter una gran cantidad de mis impulsos agresivos en Jack Torrance, y eso fue lo mejor».[cita requerida]
«A veces cuando te confiesas. Ocultas lo que estás confesando. Ésa es una de las razones que caracteriza a la historia. Cuando escribí El Resplandor, por ejemplo, el protagonista es un hombre que ha roto los brazos de su hijo, que tiene un historial de golpear a los niños, que se golpea a sí mismo. Y siendo un joven padre con dos hijos, estaba aterrado por mi ocasional sentimiento de antagonismo hacia mis hijos. ¿No quieres parar? ¿No quieres ir a la cama? Y el tiempo me ha dado la idea de que probablemente hay un montón de jóvenes padres y madres que se sienten enojados, que tienen sentimientos agresivos hacia sus hijos. Pero como alguien que se ha planteado la idea de que el padre es el mejor. Así que cuando escribí este libro escribí un montón de cosas que trató de sacar de mi sistema, pero también es una confesión. Sí, hay momentos en que me sentía muy enojado por mis hijos e incluso sentí que quería lastimarlos. Bueno, mis hijos son más grandes ahora. Naomi tiene quince y Joey trece y Owen ocho, y son fabulosos, y no creo que le haya tendido una mano a uno de mis hijos, probablemente, en siete años, pero hubo una vez...».[cita requerida]
El hotel Stanley fue construido por Freelan Oscar, basado en los diseños de su esposa, Flora. El alojamiento abrió en 1903 y fue «un hotel de lujo para los turistas bien adinerados de la era Eduardiana». El hotel ha tenido entre sus huéspedes a Theodore Roosevelt, Bob Dylan, Billy Graham, el emperador Hirohito de Japón y John Philip Sousa.
El Resplandor fue fuertemente influenciado por The Haunting of Hill House de Shirley Jackson, La Máscara de la Muerte Roja de Edgar Allan Poe y Burnt Offerings de Robert Marasco.

## Adaptaciones
- Stanley Kubrick adaptó esta novela al cine en 1980 con Jack Nicholson como Jack Torrance. En una escena se hace alusión a una frase usada en The Tonight Show para presentar al conductor del momento, Johnny Carson («And now, heeere's Johnny!»).[19] En dicho fragmento de la película, la frase se utiliza cuando Wendy, la esposa del protagonista, se esconde en el baño y Jack perfora la puerta con un hacha, tras lo cual asoma la cabeza y con una expresión demencial dice «Here's Johnny» («Aquí está Johnny»).[20][21]
- A Stephen King no le gustó la versión de 1980, por lo que decidió escribir el guion de una miniserie, dirigida por Mick Garris, la cual se estrenó en 1997 y tuvo como localización el Hotel Stanley, en el cual se basó para escribir El Resplandor.[22]
- En 2016 estrenó la ópera The Shining, con libreto de Mark Campbell y música de Paul Moravec.[23]

## Otros datos
- La novela fue publicada inicialmente en España con el título Insólito esplendor, siendo cambiado en posteriores ediciones por el de la película tras el estreno de esta.
- Stanley Kubrick, quien dirigió la película de 1980, usó el Timberline Lodge en Mount Hood, Oregón, como localización para el Hotel Overlook; por el contrario Mick Garris, director de la miniserie televisiva de 1997, usó el Hotel Stanley como localización.
- Antes de escribir El resplandor, King escribió Road Work y The Body que fueron publicados más tarde. El primer borrador de El resplandor demoró menos de cuatro meses en completarse y pudo ser publicado antes que los otros.[24]
- Bill Thompson, el editor de King en Doubleday, le dijo a King que después de la publicación del libro se le consideraría un escritor de terror, y él recibió el comentario como un cumplido.[25]
- Originalmente había un prólogo titulado "Antes de la obra", que contaba los acontecimientos anteriores de la historia del Overlöok y una inquietante interludio en el que un joven Jack Torrance es maltratado por su padre alcohólico, mientras que una voz le dice: "Lo que ves es lo que serás". Fue retirado del manuscrito final, aunque fue publicado en las revistas y guías de TV (para promover la miniserie basada en la novela).[26]
- El protagonista de la obra que Jack escribe se llama "Denker", el apellido que toma el criminal de guerra nazi Dussander en la novela de King Apt Pupil.
- Al inicio del capítulo 44 en la parte 5, "Conversaciones en la fiesta", una línea de poesía es citada: "Los argumentos en contra de la locura cayeron con un suave sonido..." Esta línea de la poesía, la cual King escribió en la universidad, también aparece en La historia de Lisey. (Jack Torrance dice que quien escribió el poema "fue algún poeta de pregrado que ahora vende lavadoras en Wausau o seguros en Indianápolis")
- Dick Hallorann hace una breve aparición en otro libro de King, It, como un joven que salva al padre de Michael "Mike" Hanlon de ser quemados vivos en una discoteca afroamericana llamada The Black Spot.
- Hay una referencia al Overlöok en la novela Misery, donde Annie habla de un artista llamado Andrew Pomeroy, su examante, que fue enviado por una revista para esbozar las ruinas del hotel (que explotó y se quemó al final de El resplandor), pero Annie consideró sus dibujos "horribles" y lo mató poco después.
- El personaje del libro La danza de la muerte, Madre Abagail, tiene habilidades telepáticas y clarividentes. En un momento ella le dice a otro personaje que este talento corre en su familia, y agrega: "Mi abuela la llamaban la brillante luz de Dios, a veces solo el brillo".
- Eddie Dean, en La Torre Oscura: La invocación hace mención a la película El resplandor, al pensar en una steady cam.
- Ha sido parodiada innumerables veces. Una de las más célebres fue en uno de los especiales de Halloween de Los Simpson, bajo el nombre de El resplandior para, según sus protagonistas, no pagar derechos de autor. Homer Simpson era Jack Torrance y la frase obsesiva que escribe en su máquina cuando empieza a enloquecer rezaba: "Sin tele y sin cerveza. Homer pierde la cabeza".
- El grupo de metal Slipknot realizó el videoclip de su canción Spit It Out.
- El grupo 30 Seconds To Mars se inspiró en el libro para la realización de su video musical The Kill.
- En su traducción al castellano el título fue vertido como El resplandor, tras el estreno de la película, sin embargo, a lo largo del relato el "shining" al que hace alusión el título es traducido como "esplendor" correspondiendo al título inicial "Insólito Esplendor".
- La banda japonesa VAMPS, famosa por su vocalista integrante del afamado grupo L'Arc~en~Ciel, sacó un tema llamado Redrum, título basado en dicha palabra que aparece en El resplandor.
- La banda de trip-hop Massive Attack, hizo un homenaje a la película de Kubrick con el video musical Karmacoma, el cual fue censurado en alguno países.
- La banda de brutal death metal, Mortician, grabó un tema llamado REDRUM.
- En el capítulo 6, de la sexta temporada de How I Met Your Mother, Marshall, hace referencia al libro, apuntando que siempre "que hay un crío en las películas de terror son niñas o gemelas y que hablan al unísono."
- En la serie Friends, Rachel Green encuentra The shining en la nevera del departamento de Chandler y Joey, citando Joey Tribbiani que fue el quien lo escondió ahí tras el miedo que éste le causaba.
- En el videojuego Silent Hill: Homecoming (franquicia conocida por sus referencias a Stephen King) la prisión tiene como nombre Overlook Prison.
- En el videojuego Blood, hay un nivel que versiona al hotel Overlook. En él podemos apreciar a Jack Torrance congelado en el laberinto (referencia a la película de 1980) y en la habitación 619 un zombie saldrá de la pileta o piscina.
- El grupo uruguayo de rock alternativo, El Cuarteto de Nos realizó el videoclip de su canción "El Hijo de Hernández", basándose ligeramente en las imágenes de la película.[27]
- El grupo de investigaciones paranormales Ghost Adventures grabó un capítulo de su serie en el Hotel Stanley, residencia que inspiró a King, y confirmó que en el hotel existía actividad paranormal.
- En el programa infantil Jessie de Disney Channel, en el especial de Halloween se hace referencia a diferentes libros de King, como Christine, pero principalmente a El resplandor.
- En el libro Sé lo que estás pensando de John Verdon en el capítulo 44 llamado "Argumentos finales" se hace referencia a la palabra REDRUM y como la utiliza el antagónico al estilo "El resplandor".
- En la película Toy Story, en la escena en que los juguetes se enfrentan a Sid Phillips, una muñeca le dice: "REDRUM", clara alusión a la obra de King.
- En uno de los capítulos de Family Guy, Stewie Griffin escribe con sus cubos de letras REDRUM.
- La alfombra del segundo piso de la casa de Sid Phillips en la película Toy Story, tiene el mismo patrón que la alfombra que es vista en varias escenas de la película de El resplandor.
- En la novela Ready Player One de Ernest Cline y en su adaptación cinematográfica aparece en un cameo, diciendo tanto en la película como en la novela y es parte de un segundo reto que James Halliday / Anorak dejó en el video tras su defunción sobre la búsqueda del huevo de Pascua digital.
- En el video musical RBB, del grupo surcoreano Red Velvet, hacen referencia al hotel y a las gemelas.[28]
- En el videojuego Mortal Kombat X, el actor de cine Johnny Cage, realiza un Fatality que aparece en el videojuego: cuando le da al oponente un puñetazo que lo hace girar y después mete sus manos en el torso para hacer un hueco, se asoma por este y dice: "¡Aquí está Johnny!", una clara referencia a la película de Kubrick.[29]
- La obra teatral Superpoder de Marc Egea especula, en clave de comedia, acerca de las circunstancias que llevaron a Stephen King a escribir El resplandor y Carrie.[30]
- En el video musical de Que buen ciudadano soy, del grupo colombiano La Pestilencia, hacen referencia a partir del minuto 2:37 a Danny Torrance con el monociclo en el hotel y a las gemelas.[31]
- En el video musical de 19-2000 de la banda británica Gorillaz, aparece un letrero que dice Overlook Hotel, a 12 km, haciendo referencia al Hotel Overlook de El Resplandor (también hay referencia a Viernes 13).[32]